# Лига Справедливости против Юных Титанов
Лига справедливости против Юных Титанов — мультипликационный фильм, выпущенный непосредственно на видео и основанный на комиксах о супергероях DC Comics. Является двадцать пятым в линейке оригинальных анимационных фильмов вселенной DC (предыдущий — «Бэтмен: Дурная кровь», следующий — «Бэтмен: Убийственная шутка»). Премьера фильма состоялась 26 марта 2016 года. Фильм получил рейтинг PG-13.

## Сюжет
Лига справедливости побеждает Легион Гибели, возглавляемый Лексом Лютором. Погодный волшебник, одержимый приспешниками демона Тригона, спасается бегством. Несмотря на запрет своего отца, Дэмиен Уэйн в костюме Робина пытается задержать волшебника. Однако демон покидает тело волшебника, а затем вселяется в Супермена.
Чтобы научить сына работать в команде, Бэтмен отправляет Робина к Юным Титанам. Дэмиен знакомится с лидером Титанов Старфаер, которая является девушкой Найтвинга, и другими членами команды — Рэйвен, Бистбоем и Синим Жуком. Робин конфликтует с Титанами. Чтобы развлечься, юные герои отправляются на карнавал.
Супермен жестоко избивает Атомного Черепа, после чего пытается завладеть разумами Чудо-женщины и Бэтмена, которые пришли успокоить Супермена. Попытка оказывается безуспешной, Бэтмен использует для защиты криптонит.
Тем временем Рейвен встречает демонов, которые хотят вернуть её Тригону. С помощью других Титанов она противостоит демоническим эмиссарам. Затем Рэйвен рассказывает, что является дочерью Тригона и после победы над ним заключила его дух в кристалл. Члены Лиги справедливости находят Рэйвен и собираются забрать её. Внезапно демоны вселяются в Киборга, Флэша и Чудо-женщину. Бэтмен успевает ввести в себя токсин, который предназначается Бэйну, и не позволяет завладеть своим разумом.
Одержимые члены Лиги справедливости побеждают Юных Титанов и забирают Рэйвен. Синий Жук освобождает Киборга от контроля Тригона. Робин, который прикрепил жучок к каждому Титану, находит Рэйвен на Ближнем Востоке, где она должна открыть портал и освободить Тригона. Пройдя через портал, открытый Киборгом, Робин воздействует на Супермена криптонитом, чтобы освободить его от контроля Тригона, а тот освобождает Флэша и Чудо-женщину. Титаны спасают Рэйвен, но Тригон успевает возвратиться к своей физической форме.
Пока большая часть Лиги справедливости сражается с Тригоном, Титаны и Киборг телепортируются в ад, где Робину приходится сражаться со своим дедушкой Ра’с аль Гулом, который стал слугой Тригона. После победы над Ра’с аль Гулом Рэйвен использует свою магию и телепатическую связь с Тригоном, чтобы повторно посадить его в осколок разбитого кристалла, который она отныне носит закрепленным на своем лбу.
Вернувшись в Башню Титанов, Робин и Киборг объявляют о своём желании стать Юными Титанами.

## Саундтрек[1]
- Crazzee Boi (автор и исполнитель Sara Choi)
- Down To Nothing (автор и исполнитель Siddhartha Menon)

## Роли озвучивали
- Дэмиен Уэйн/Робин — Стюарт Аллан
- Супермен — Джерри О’Коннелл
- Синий Жук — Джейк Т. Остин
- Флэш — Кристофер Горэм
- Чудо-женщина — Розарио Доусон
- Бэтмен — Джейсон О’Мара
- Киборг — Шемар Мур
- Рэйвен — Таисса Фармига
- Найтвинг — Шон Махер
- Бистбой — Брэндон Су Ху
- Старфаер — Кэри Уолгрен
- Тригон — Джон Бернтал
- Лекс Лютор — Стивен Блум
- Ра’с аль Гул — Терренс Карсон
- Погодный волшебник, Соломон Гранди, Атомный Череп — Рик Д. Вассерман

## Номинации
- В 2017 году на премии «Behind the Voice Actors Awards» Кэри Уолгрен за озвучивание Старфаер была номинирована в категории «Лучшая актриса озвучивания»[2][3].